# Prostaglandina G2
La prostaglandina G2 è un perossido organico facente parte della famiglia delle prostaglandine. In vitro risulta sufficientemente stabile da poter essere isolato puro, mentre in vivo tende velocemente a convertirsi in prostaglandina H2 a seguito dell'azione catalitica dell'enzima COX. La molecola rappresenta un importante intermedio di reazione del metabolismo dell'acido arachidonico ad opera delle ciclossigenasi.